# Peter Leeuwenburgh
Peter Leeuwenburgh est un footballeur néerlandais né le 23 mars 1994 à Heinenoord. Il évolue au poste de gardien de but à l'Apollon Limassol.

## Biographie

### En club
Peter Leeuwenburgh commence à jouer au football dans le club local de la ville d'Oud-Beijerland, le VV SHO, avant de rejoindre le centre de formation de l'Ajax Amsterdam en 2004.

Il signe professionnel en 2013, mais ne joue pas en équipe première, occupant une place de troisième gardien, derrière Jasper Cillessen et Kenneth Vermeer; c'est ainsi qu'il se joue avec l'équipe réserve de l'Ajax, en Jupiler League.

Il joue son premier match avec la Jong Ajax le 2 septembre 2013 contre l'équipe réserve du PSV Eindhoven. Six jours plus tard, contre le Achilles '29, il endosse le rôle de capitaine de l'équipe.

Pour son premier match de la saison 2014-2015 (22 août 2014 contre le FC Volendam), il écope d'un carton rouge.

Le 23 octobre 2014, il se blesse assez gravement, l'écartant des terrains pour plusieurs mois.

### En sélection nationale
Leeuwenburgh connaît sa première expérience internationale avec les Pays-Bas U17 le 15 septembre 2010 contre l'Allemagne U17, dans un match amical perdu par les Néerlandais.
Le 9 mai 2011, il participe avec sa sélection au championnat d'Europe des moins de 17 ans en jouant le match contre la Tchéquie. Les Pays-Bas gagneront finalement la compétition.

Il joue ensuite avec les Pays-Bas U19 et les Pays-Bas U20.

## Palmarès

### En équipe nationale
- Pays-Bas -17 ans
  - Vainqueur du championnat d'Europe des moins de 17 ans en 2011